# Rupie

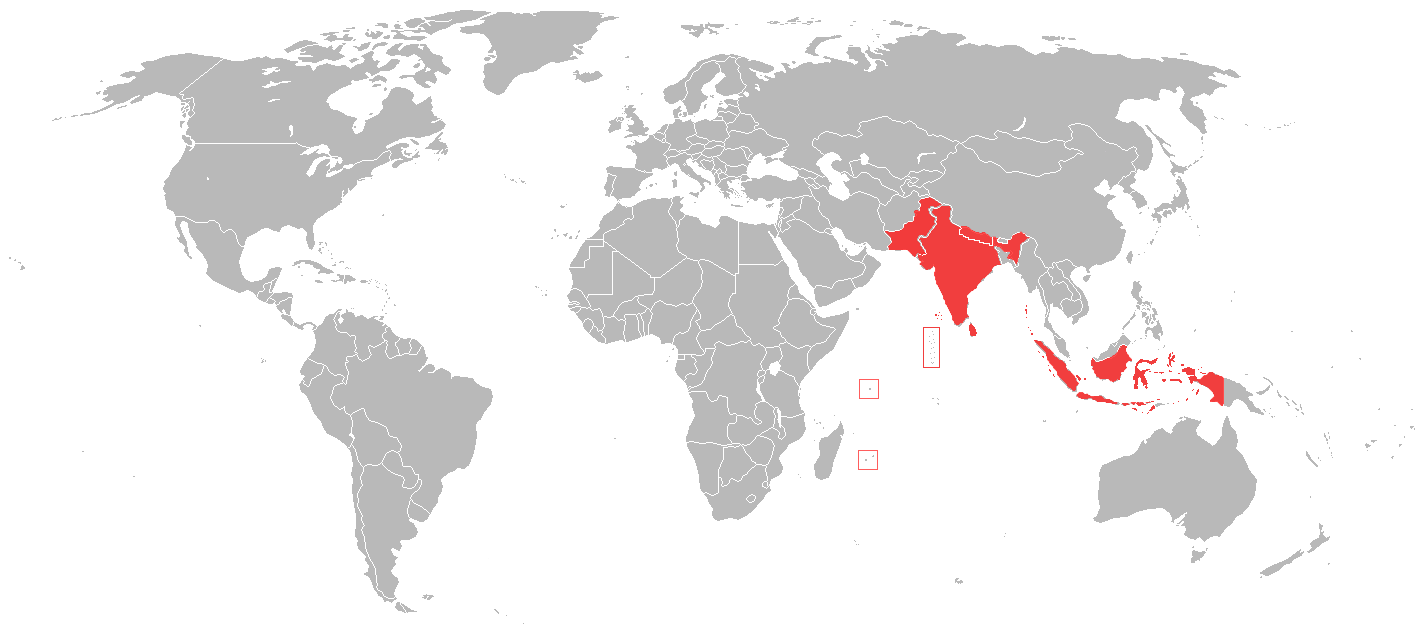
Länder mit einer Währung mit dem Namen „Rupie“

Rupie (Rupiah, Rupee, Währungssymbol ₨, für die indische Rupie ₹), ist der Name der Währungen mehrerer Länder.

## Liste der Länder
- Indien; siehe Indische Rupie.
- Indonesien; siehe Indonesische Rupiah.
- Malediven; siehe Rufiyaa.
- Mauritius; siehe Mauritius-Rupie.
- Nepal; siehe Nepalesische Rupie.
- Pakistan; siehe Pakistanische Rupie.
- Seychellen; siehe Seychellen-Rupie.
- Sri Lanka; siehe Sri-Lanka-Rupie.

## Begriff und Geschichte
Der Begriff „Rupie“ leitet sich von dem altindischen Wort rūp oder rūpā mit der Bedeutung „Silber“ her. Das Sanskritwort rūpyakam (रूप्यकम्) bedeutet „Silbermünze“. Daher kommt die Ableitung Rūpaya, die seit 1540 für eine Silbermünze von 178 Gran (11,534 Gramm) benutzt wurde. Ursprünglich war die Rupie unterteilt in 16 Anna, 64 Paisa und 192 Pai.
Gemäß Regulation VII von 1833 waren in Calcutta sechzehn der neuen Sikka-Rupien einen Gold-Mohur (seit 1819 11/12 fein) wert. In den Präsidentschaften Bombay und Madras galt ein Verhältnis von 15 zu 1.

## Historische Währungseinheit
Um den seit 1875 stärker werdenden Wertverlust der indischen Rupie gegenüber dem Pfund aufzuhalten, da dies zu einer Schieflage der Staatsfinanzen führte, garantierte man ab 1898 den Wert der Rupie auf Goldbasis. Eine Rupie entsprach nun 1/15 £.
Währungen mit Namen „Rupie“ gab es in folgenden Gebieten:
- auf dem Boden des heutigen Indien in den Kolonialgebieten folgender Staaten: Dänemark, Frankreich und Portugal; sowie auch als eigene Rupie in dem Teilstaat Hyderabad
- in indischen Nachbarstaaten wie Burma, Sri Lanka, Afghanistan
- in Gebieten, die unter englischer Oberherrschaft von Indien aus wirtschaftlich gelenkt wurden, wie Britisch Ostafrika, Sansibar und dem Persischen Golf
- in Deutsch-Ostafrika. Die Rupien der Deutsch-Ostafrikanischen Gesellschaft (seit 1890) nahmen an dieser Garantie nicht teil. Um ihren vollständigen Akzeptanzsverlust zu verhindern, gab die Gesellschaft das Prägen auf und überließ es dem Reich. Ab 1. April 1905 wurde die Deutsch-Ostafrikanische Rupie mit 1,33 Mark garantiert.
- in Italienisch-Somaliland
- in Indonesien zur Zeit der japanischen Besatzung im Zweiten Weltkrieg
- in Bahrain, Katar, Kuwait, Oman und den Trucial States ab 1959 die Golf-Rupie als Nachfolgerin der dort bisher verwendeten Indischen Rupie

## Belege
- Bock, Marc-Thomas: Die Rupie – Faszinierende Vielfalt einer kolonialen Weltwährung, in: Muenzen Revue, 10/2014, S. 30–34

1. ↑  Cabinet approves new rupee symbol, Times of India, 15. Juli 2010, abgerufen am 15. Juli 2010.
2. ↑  Coins Weight and Measures of British India. Useful Tables Forming an Appendix to the Journal of the [Bengal] Asiatic Society; Calcutta 1834, S. 1.